# Dianthus stamatiadae
Dianthus stamatiadae är en nejlikväxtart som beskrevs av Karl Heinz Rechinger. Dianthus stamatiadae ingår i släktet nejlikor, och familjen nejlikväxter. Inga underarter finns listade i Catalogue of Life.